# Jasenové
Jasenové (em húngaro: Jeszenye) é um município da Eslováquia, situado no distrito de Žilina, na região de Žilina. Tem 6,27 km² de área e sua população em 2018 foi estimada em 622 habitantes.

## Demografia
| Ano:        | 1994 | 2004   | 2014   | 2024   |
| ----------- | ---- | ------ | ------ | ------ |
| Broj ljudi: | 621  | 635    | 599    | 603    |
| Razlika:    |      | +2,25% | -5,66% | +0,66% |

| Ano:               | 2023 | 2024 |
| ------------------ | ---- | ---- |
| Número de pessoas: | 603  | 603  |
| Diferença:         |      | +0%  |